# Марио Тайсен
Д-р Марио Тайсен (на немски: Mario Theissen) е директор на екипа на BMW във Формула 1 в периода от 2005 до 2009 г., когато отборът е закупен от бившия си собственик – Петер Заубер.

## Биография
Той е роден на 17 август 1952 година в Мохшау, Германия. Дипломира се в техническия университет в Аахен, специалност машиностроене. През 1977 г. постъпва в екипа на BMW, където заема различни постове в последвалите години. През 1989 г. получава докторска степен по инженерство в Рурския университет в Бохум.
Женен е и има две деца.